# Klaus Hansen (Politikwissenschaftler)
Klaus Hansen (* 5. Mai 1948 in Pronsfeld, Eifel) ist ein deutscher Sozialwissenschaftler und Schriftsteller.

## Leben
Klaus Hansen studierte Psychologie, Soziologie, Publizistik und Ethnologie an der Universität Münster. 1977 wurde er zum Doktor der Philosophie promoviert. Von 1979 bis 1986 wirkte er als Dozent für politische Ideengeschichte und Kulturpolitik der Friedrich-Naumann-Stiftung in Bonn. Lehraufträge an den Universitäten Köln und Siegen. Ende der 1980er Jahre leitete er die Theodor-Heuss-Akademie in Gummersbach, deren Entfernung vom Linksliberalismus er entschieden kritisierte. Von 1992 bis 1996 war er Regierungsdirektor im Bundesministerium des Innern mit einem Lehrdeputat in der Hochschule des Bundes für öffentliche Verwaltung, Köln und Brühl. Seit 1996 war er Professor für Politische Wissenschaft und Politische Bildung an der Hochschule Niederrhein in Krefeld / Mönchengladbach. Neben seiner wissenschaftlichen Tätigkeit veröffentlicht er zahlreiche literarische Arbeiten. Hansen lebt in Stommeln.
Hansen ist Verfasser von Satiren, politischen Gedichten und experimenteller Poesie. Sein besonderes Interesse gilt der Symbolik des Fußballspiels.
Klaus Hansen war Vorstandsmitglied der Gesellschaft zur Förderung Pädagogischer Forschung (GFPF) und Mitbegründer der Gesellschaft zur Förderung Vergessener und Exilierter Literatur; (dazugehörig: der Verlag edition memoria). Er saß in den Jurys zur Vergabe des Adolf-Grimme-Preises und des Arno-Esch-Preises (Verband Liberaler Akademiker). Er gehörte der Herausgeberschaft und Redaktion mehrerer politisch-kultureller Zeitschriften an. Er ist nach wie vor Vorstandsmitglied im Fanprojekt „de Kull e. V.“ (Borussia Mönchengladbach). Hansen erhielt einige „schräge“ Preise, u. a. den von Dieter Bott ausgelobten Viva-Maria-Preis (1995) und den von Wiglaf Droste und Klaus Bittermann ins Leben gerufenen Kevin-Prince-Boateng-Preis (2010). Viele Jahre lang betrieb er den „Oralverlag“ Fliegender Robert. Syndikat für Dichtung und Mundwerk. Seit dem Jahr 2002 konzentriert er sich allein auf seine Professur und seine literarische Arbeit. Nach seiner Emeritierung (2013) betreibt er die „edition ohne fleiss kein reis beijing“, die Künstlerbücher in kleinen nummerierten und signierten Auflagen herausbringt. Seit 2016 intensive Zusammenarbeit mit der Edition „pepe-minibuch“ in Berlin, inzwischen zahlreiche Minibuch-Kunstwerke (siehe www.pepe-minibuch.de).

## Schriften
- Technokratie und Kommunikation. Studien zur Rekonstruktion des Begriffs „Technokratie“ und seiner besonderen Bedeutung in der Publizistik- und Kommunikationswissenschaft. Dissertation. Münster 1977, Frankfurt a. M., Haag & Herchen 1978, ISBN 3-88129-148-2.
- mit Arnold Schmieder: Human macht der Zweifel, die Verzweiflung kaputt. Gedichte und Prosa. Edition Liberales Zentrum, Köln 1980.
- Das endgültige Gedicht. Edition Punkt im Quadrat, Nr. 18, Kusel 1984, ISBN 3-922630-17-0.
- Hart am Ball. Fußballsatiren. Copress Verlag, München 1988, ISBN 3-7679-0288-5.
- Das kleine Nein im großen Ja. Witz und Politik in der Bundesrepublik. Leske + Budrich, Opladen 1990, ISBN 3-8100-0849-4.
- mit Thomas Kussin: KleinLAUT. 60 Stoßgedichte. Edition art libre, Wien 1991, ISBN 3-901209-01-8.
- Grundlagen der sozialen Kommunikation und Verwaltungskommunikation. Berlin 1995.
- Mein Berg und Tal. Neue Eifel-Gedichte. Helios, Aachen 1996 (Edition Eifel-Literatur-Festival), ISBN 3-925087-69-9.
- Ballbesitz ist Diebstahl. Edition Fundamental, Köln 1998.
- Auf die Plätze: groundhopping. Experimentelle Fußball-Poesie. Edition Der Tödliche Paß, München 2002.
- Man rief Wörter aber es kamen Buchstaben. Textfiguren. Sequenz Medien Produktion, Fuchstal bei Landsberg am Lech 2002, ISBN 3-935977-15-8.
- Kuck!uck. Antiidiotica., Almanach-Edition, München 2003, ISBN 3-88855-146-3.
- Nachmittag in Köln. Notizen vom Zeitvertreib. Demand, Waldburg 2004, ISBN 3-935093-30-6.
- Die Eins muss stehen. Satirische Fußball-Miniaturen. Verleysdonk, Mönchengladbach 2006, ISBN 3-939052-01-9.
- mit Klaus Flemming, Viktor Nono: Das Leben ist kein Heimspiel. Galerie Noack, Mönchengladbach 2006.
- Teelöffel auf der Flucht. Wissenschaftssatiren. konkret Literatur, Hamburg 2007, ISBN 978-3-89458-257-9.
- mit Bonski: Der Neue. Ein Kinderbuch für Erwachsene. Palabros de Cologne, Köln 2008, ISBN 978-3-9810559-0-0.
- Der Kopf ist das dritte Bein des Spielers. Beijing 2008.
- Immatrikulate/Einschreibsel. Uni-Notizen. NordPark, Wuppertal 2009, ISBN 978-3-935421-34-8.
- Sisyphos am Ball. Experimentelle Fußballpoesie. Mit acht Psaligraphien von Alfons Holtgreve. Kunstanstifter, Mannheim 2010, ISBN 978-3-9812842-4-9.
- Calcio parlato. Geschichten, die der Fußball schreibt. NordPark, Wuppertal 2010, ISBN 978-3-935421-62-1.
- Poldi-Dialoge – Fiktive Zwiegespräche mit Poldi. Palabros de Cologne, Köln 2012, ISBN 978-3-9813632-4-1.
- Jedem Anpfiff wohnt ein Zauber inne. Kunstanstifter Verlag, Mannheim 2013, ISBN 978-3-942795-10-4.
- Die Hochschule als komischer Ort. Universitätsverlag Brockmeyer, Bochum 2013, ISBN 978-3-8196-0920-6.
- shit. COLOGNE. 100 Szenen aus dem kulturellen Leben der einzigen italienischen Stadt nördlich der Alpen. Roland Reischl Verlag, Köln 2014, ISBN 978-3-943580-10-5.
- Schwermut Wermut Leergut. 45 Lesezeichen ersetzen ein gutes Buch. Nummeriertes und signiertes Künstlerbuch. Beijing 2015 (Besprechung: "Sprachspiele in der Zigarrenkiste", in: Kölner Stadt-Anzeiger, 20. Mai 2015).
- Als das Flutlicht noch schwarzweiss war. Fußballtypografien, NordPark Verlag, Wuppertal 2016, ISBN 978-3-943940-20-6.
- mit Klaus Hansen dem Älteren: Scheinbar klare Verhältnisse. Geschichten und Fotos, Köln 2017
- DRAUSSEN NUR ÄNNCHEN. Wortspielereien. Roland Reischl Verlag, Köln 2017, ISBN 978-3-943580-22-8.
- Soccer. Stories, Lyrics, Essays, Roland Reischl Verlag, Köln 2018, ISBN 978-3-943580-25-9
- Altachtundsechzigereien. Reminiszenszen, Roland Reischl Verlag, Köln 2018, ISBN 978-3-943580-28-0
- Stille Post. Minutengeschichten. Mit 22 Zinken aus der Schnurrantensprache. Hamburg 2023, ISBN 978-3-947911-91-2
- Mach ihn lang, Bruda! Der Ball, der Müll und der Spruch. 132 Seiten, 17 × 17 cm. Köln 2024: Roland Reischl Verlag. ISBN 978-3-943580-52-5
- HackeSpitzeEinsZweiDrei. Lineare und visuelle Fußballaphorismen. 44 Seiten, 17 × 22 cm, gedruckt auf Munken pure 170 g. Fadenheftung, Karton-Umschlag, Lesezeichen. Vom Autor signiert. Horn (Österreich) 2024: Edition Thurnhof. ISBN 978-3-900678-64-7.

Herausgeberschaft
- Extremismus und Kultur. Referate und Materialien zu einem kulturpolitischen Seminar in der Theodor-Heuss-Akademie vom 4.–9. März 1979. Theodor-Heuss-Akademie, Gummersbach 1979.
- Liberale Schulreformen. Zwischenbilanzen und Entwürfe. Theodor-Heuss-Akademie, Gummersbach 1980.
- Verständliche Wissenschaft. Theodor-Heuss-Akademie, Gummersbach 1981 (Dokumentation Bd. 5).
- Frankfurter Schule und Liberalismus. Beiträge zum Dialog zwischen kritischer Gesellschaftstheorie und politischem Liberalismus. Nomos, Baden-Baden 1981 (= Schriften der Friedrich-Naumann-Stiftung. Wissenschaftliche Reihe), ISBN 3-7890-0714-5.
- Kritischer Rationalismus und politischer Liberalismus. Materialien aus einem Seminar der Theodor-Heuss-Akademie (28. Juni – 1. Juli 1981). Theodor-Heuss-Akademie, Gummersbach 1982 (Dokumentation Bd. 7).
- Instrumente der Kontrolle und Folgenabschätzung moderner Wissenschaft und Technik. Referate und Beiträge aus einem Seminar der Theodor-Heuss-Akademie (9.–11. Oktober 1981). o. V., Gummersbach 1982 (Dokumentation Bd. 9), ISBN 3-920590-70-8.
- mit Monika Faßbender: Feuilleton und Realpolitik. Rolf Schroers, Schriftsteller, Intellektueller, Liberaler. Nomos, Baden-Baden 1984 (= Schriften der Friedrich-Naumann-Stiftung. Liberale in Programm und Partei), ISBN 3-7890-1080-4.
- mit Hans Lietzmann: Carl Schmitt und die Liberalismuskritik. Leske + Budrich, Opladen 1988, ISBN 3-8100-0702-1.
- mit Harry Böseke: Herzenswärme und Widerspruchsgeist. Oberbergisches Lesebuch. Osberghaus, Gummersbach 1992, ISBN 3-925465-06-5.
- mit Bernd Guggenberger: Die Mitte. Vermessungen in Politik und Kultur. Westdeutscher Verlag, Opladen 1993, ISBN 3-531-12390-4.
- Verkaufte Faszination. 30 Jahre Fußball-Bundesliga. Klartext, Essen 1993, ISBN 3-88474-061-X.
- Soziale Arbeit zwischen globalen Risiken und nachhaltiger Hilfe vor Ort. o. V., Mönchengladbach 1999 (= Schriften des Fachbereiches für Sozialwesen an der Hochschule Niederrhein, Mönchengladbach, Bd. 40), ISBN 3-933493-03-X.
- Resignation ist der Egoismus der Schwachen. Festschrift für Wilhelm Klüsche. o. V., Mönchengladbach 2005 (= Schriften des Fachbereiches für Sozialwesen an der Hochschule Niederrhein, Mönchengladbach, Bd. 40), ISBN 3-933493-19-6.

## Belege
1. ↑  Vgl. Meldung in Junge Welt, 10. Juni 2010 (Web-Ressource).

| Personendaten    | Personendaten                                       |
| ---------------- | --------------------------------------------------- |
| NAME             | Hansen, Klaus                                       |
| KURZBESCHREIBUNG | deutscher Politikwissenschaftler und Schriftsteller |
| GEBURTSDATUM     | 5. Mai 1948                                         |
| GEBURTSORT       | Pronsfeld, Eifel                                    |